# گرتا گاربو
گرتا گاربو (به سوئدی: Greta Garbo) با نام کامل گرتا لوویسا گوستافسون (به سوئدی: Greta Lovisa Gustafsson) (زادۀ ۱۸ سپتامبر ۱۹۰۵ – درگذشتهٔ ۱۵ آوریل ۱۹۹۰) ستارۀ سرشناس سوئدیِ سینمای اروپا و هالیوود بود. بنیاد فیلم آمریکا او را به عنوان پنجمین زن افسانه ایِ بزرگِ پردۀ سینما نامگذاری کرد.
گرتا گاربو به عنوان بهترین بازیگر تاریخ دوران صامت برگزیده شده‌ است.

## زندگی

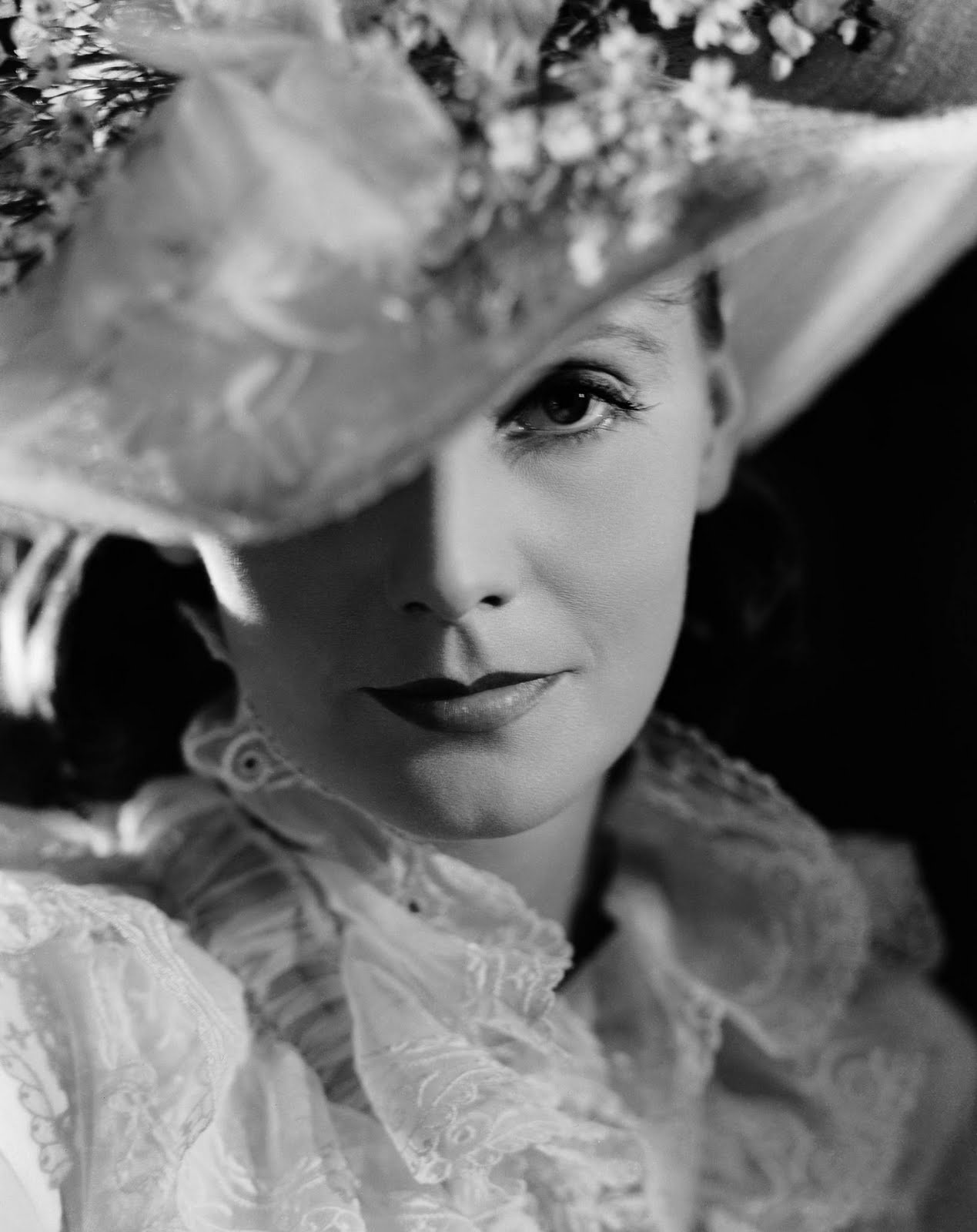
گرتا گاربو در فیلم آنا کارنینا

گرتا گاربو اولین فیلم خود را در سال ۱۹۲۰ با نام «آقا و خانم استکهلم» بازی کرد. پس از شش سال بازی در فیلم‌های سوئدی و اروپایی، توسط مسئولان کمپانی مترو گلدوین مایر دیده شد و سرانجام در سال ۱۹۲۶ به آمریکا رفت.
اولین فیلم هالیوودی گاربو «سیلاب» نام داشت که او در آن درخشان ظاهر شد. اما گاربو با ایفای نقش در فیلم «اغواگر» به کارگردانی فرد نیبلو، منتقدان سینما را کاملاً به ظهور یک ستارۀ بی‌بدیل امیدوار کرد.
«جسم و شیطان» به کارگردانی کلارنس براون اوج شکوفایی گاربو بود. بسیاری این فیلم را از بهترین آثار دوران صامت سینما می‌دانند و زوج هنری گیلبرت و گاربو از همین فیلم شکل گرفت.
فیلم «زن الهی» با بازی گرتا گاربو و کارگردانیِ ویکتور شوستروم فیلمساز سوئدی در سال 1928، به دلیل خوش ساخت بودن بسیار مورد توجه قرار گرفت.
گاربو دههٔ ۱۹۳۰ را با فیلم «آنا کریستی» بر اساس نمایشنامه‌ای از یوجین اونیل آغاز کرد. در سال ۱۹۳۱ در کنار کلارک گیبل جوان در فیلم «فرود و فراز سوزان لنوکس» به کارگردانی رابرت زی. لنرد قرار گرفت. گرتا از سبک خشن بازی گیبل خوشش نیامد.
گاربو در سال ۱۹۳۲ در فیلم «گراند هتل» با جوان کرافورد ستارۀ دیگر آن زمان هالیوود همبازی شد و با اینکه این دو ستاره هیچ صحنه‌ای در کنار هم نبودند، ولی از ساخت فیلم رضایت نداشتند و از اینجا بود که گاربو تنها بازیگری شد که کارگردان و بازیگران روبروی فیلم‌هایش را خود انتخاب می‌کرد. این فیلم همان سال جایزۀ اسکار بهترین فیلم را دریافت کرد.
دقت در انتخاب فیلم‌ها در آن زمان بسیار کم بود؛ ولی گاربو از معدود بازیگرانی بود که کم فیلم بازی می‌کرد اما گزیده.
گاربو در دههٔ 1930 فقط در شاهکارهای این دهه ایفای نقش کرد.

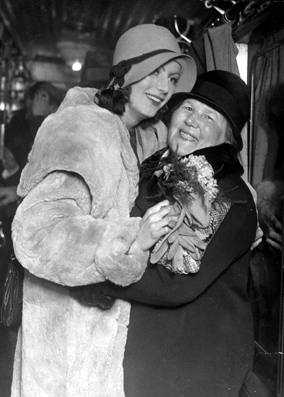
گرتا گاربو و مادرش آنا گوستافسون در حین سفر به آمریکا در سال ۱۹۳۹

سه‌گانۀ تاریخی او بسیار مشهور است. در سال ۱۹۳۳ در «ملکه کریستینا» ساختۀ روبن مامولیان در کنار جان گیلبرت و در نقش ملکه کریستینا، در سال ۱۹۳۵ در تراژدی «آنا کارنینا» به کارگردانی کلارنس براون در کنار فردریک مارچ و در نقش آنا کارنینا، و بالاخره در شاهکار عاشقانهٔ جرج کیوکر یعنی «کمیل» در سال ۱۹۳۶ در کنار رابرت تیلور و در نقش مارگریت.
تراژدی فیلم کمیل پس از گذشت سالها از ساخت فیلم، هنوز مثال زدنی است. مرگ مارگریت در آغوش معشوقش آرماند از اشک‌آورترین لحظه‌های تاریخ سینماست.
هفتمین و آخرین همکاری گرتا با کلارنس براونِ کارگردان، فیلمِ فتح در سال ۱۹۳۷ است؛ داستان ماری والفسکا که با ناپلئون بناپارت رابطۀ کوتاه مدتی برقرار می‌کند و از او صاحب پسری می‌شود.
گاربو در سال ۱۹۳۹ در فیلم نینوچکا به کارگردانی ارنست لوبیچ نقش مأمور خشک مزاج روسیه در پاریس را ایفا کرد که گرفتار عشقی می‌شود. جملۀ معروف او در این فیلم «تمدنی که زنهایش چنین کلاه‌هایی به سر بگذارند دوام نمی‌آورد» به یاد ماندنی است. در این فیلم وقتی ملوین داگلاس از روی صندلی به زمین افتاد، ملکه غمگین سینما گرتا گاربو چند دقیقه در میان تعجب همگان خندید.
آخرین فیلم گاربو در سال ۱۹۴۱ با نام «زن دو چهره» و به کارگردانی جرج کیوکر است که گاربو در دو نقش ظاهر می‌شود. این وداعی زودهنگام با سینما بود. جملۀ معروف او در این فیلم «بعد از جنگ خیلی چیزها عوض شده و جهان به پدیده‌های نو نیازمند است…»، نمود روشنی از خداحافظی زودهنگام او از سینماست.
گاربو از ابتدا شخصیتی خاص و منزوی داشت. بهترین و مهم‌ترین ویژگی او این بود که هیچگاه با کسانی که از بودن در کنارشان لذت نمی‌برد، همنشین نمی‌شد. حتی اگر مجبور به تحمل تنهایی بود. این صفت نیک او بود که باعث شد تا زمان مرگش در انزوا بماند؛ ولی با کسانی که خیرش را نمی‌خواستند هم کلام نشود.
گاربو در ۱۵ آوریل ۱۹۹۰ در نیویورک آمریکا درگذشت.

## جوایز

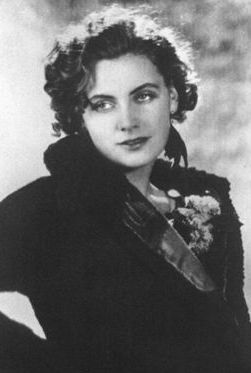
در حین فیلمبرداری (۱۹۲۵) خیابان اندوه

گرتا گاربو ۲ بار برای فیلم‌های کمیل ۱۹۳۶ و آنا کارنینا ۱۹۳۵ برندۀ جایزۀ بهترین بازیگر زن منتقدان فیلم نیویورک شد و ۴ بار هم برای آنا کریستی ۱۹۳۰، عاشقانه ۱۹۳۰، کمیل ۱۹۳۶ و نینوچکا ۱۹۳۹ نامزد اسکار شد؛ ولی در کمال ناباوری موفق به کسب آن نشد تا اینکه آکادمی در سال ۱۹۵۵ اسکار افتخاری را به او اعطا کرد.

## فیلم‌ها
- خانم و آقای استکهلم (۱۹۲۰)
- چگونه لباس بپوشیم (۱۹۲۱)
- نان روزانه ما (۱۹۲۱)
- شوالیه شاد (۱۹۲۱)
- حماسه یوستا برلینگ (۱۹۲۴)
- اغواگر (۱۹۲۶)
- سیلاب (۱۹۲۶)
- جسم و شیطان (۱۹۲۶)
- عشق (۱۹۲۷)
- زن الهی (۱۹۲۸)
- بانوی مرموز (۱۹۲۸)
- زن ماجراهای عاشقانه (۱۹۲۸)
- ارکیده‌های وحشی (۱۹۲۹)
- بوسه (۱۹۲۹)
- آنا کریستی (۱۹۳۰)
- عشق (۱۹۳۰)
- الهام (۱۹۳۱)
- فرود و فراز سوزان لنوکس (۱۹۳۱)
- ماتاهاری (۱۹۳۱)
- گرند هتل (۱۹۳۲)
- آنگونه که دوستم داری (۱۹۳۲)
- ملکه کریستینا (۱۹۳۳)
- پرده رنگین (۱۹۳۴)
- آنا کارنینا (۱۹۳۵)
- کمیل (۱۹۳۶)
- فتح (۱۹۳۷)
- نینوچکا (۱۹۳۹)
- زن دو چهره (۱۹۴۱)